# ابیل، ساعتلی
ابیل (به ترکی آذربایجانی: Əbil، پیش از آن اوسکینسکای اوتروبا Ukrainskiye Otruba و ۲۶ باکو کمیساری 26 Bakı Komisarı) یک منطقه مسکونی در جمهوری آذربایجان است که در شهرستان ساعتلی واقع شده است. جمعیت آن ۸۸۵ نفر است. این روستا در قرن نوزدهم میلادی توسط مهاجرانی روسی‌زبانی که پیش از آن در اوکراین زندگی می‌کردند ساخته شد. تا دهه ۱۹۵۰ میلادی بیشتر مردم روس‌زبان روستا را ترک کرده بودند و پس از آن در دوران حکومت شوروی و جمهوری آذربایجان مردم آذربایجانی که از سایر مناطق بودند، در آن اسکان داده شدند. در سال ۲۰۱۶ میلادی تنها یک پیرمرد ۹۰ سال روس‌زبان هنوز در ابیل زندگی می‌کرد. 